# 2001 OR108
2001 OR108, também escrito como 2001 OR108, é um objeto transnetuniano (TNO) que está localizado no cinturão de Kuiper, uma região do Sistema Solar. Ele é classificado como um cubewano. O mesmo possui uma magnitude absoluta de 7,9 e tem um diâmetro com cerca de 116 km.

## Descoberta
2001 OR108 foi descoberto no dia 24 de julho de 2001 pelo astrônomo B. Gladman.

## Órbita
A órbita de 2001 OR108 tem uma excentricidade de 0,098 e possui um semieixo maior de 45,662 UA. O seu periélio leva o mesmo a uma distância de 41,198 UA em relação ao Sol e seu afélio a 50,126 UA.